# Lyncodon patagonicus
El huroncito patagónico  o hurón (Lyncodon patagonicus) es una pequeña especie de mamífero carnívoro de la familia Mustelidae, único miembro del género Lyncodon. Habita en el cono sur de Sudamérica. Una de las primeras menciones de esta especie se debe al diario de Syms Covington, que navegó con Charles Darwin en su viaje a bordo del HMS Beagle.

## Distribución
Se distribuye en el oeste de la Argentina, desde la  provincia de Salta en el noroeste argentino hasta la provincia de Santa Cruz, en la Patagonia argentina; también habita en sectores limítrofes de Chile, tanto en su zona central como en la Patagonia chilena.

## Descripción
El huroncito patagónico tiene una longitud de cabeza y cuerpo de 35,5 a 43 cm, con 9 a 9,8 cm de cola y un peso de 1,5 kg. Su pelaje es negro, con una zona dorsal de coloración gris, sobre la cabeza presenta una mancha de color blanco, que continúa hasta la zona pectoral
Este animal no ha sido estudiado a fondo en la naturaleza, por lo tanto el conocimiento de sus patrones de comportamiento es incompleto.